# Franciszek Jan Pułaski
Franciszek Jan Pułaski h. Ślepowron (ur. 8 marca 1875 w Żylińcach, zm. 10 maja 1956 w Paryżu) – polski historyk, historyk literatury, polityk i dyplomata. Długoletni (1926–1956) dyrektor Biblioteki Polskiej w Paryżu, dyrektor programowy Polskiego Radia.

## Życiorys
Syn Kazimierza Ferdynanda i Jadwigi ze Starża-Jakubowskich. Do 1890 uczył się w gimnazjum w Kamieńcu Podolskim. Następnie studiował archeologię, historię, historię literatury na uniwersytetach w Kijowie, Odessie, Lwowie i Heidelbergu. Około 1900 przeniósł się do Warszawy, gdzie objął nad nim patronat ordynat Adam Krasiński, powierzając mu funkcję sekretarza osobistego i bibliotekarza. W Bibliotece Ordynacji Krasińskich pracował w latach 1903–1912, początkowo jako bibliotekarz, następnie kustosz. W latach 1909–1916, 1918–1919 i w 1925 sekretarz generalny Towarzystwa Naukowego Warszawskiego, od 1910 w zarządzie Biblioteki Ordynacji Krasińskich. Współzałożyciel  Przeglądu Historycznego (1905). Od stycznia 1910 do listopada 1914 członek zarządu Kasy im. Mianowskiego w Warszawie.
W czasie I wojny światowej działał w Rosji, gdzie od 1917 pełnił obowiązki prezesa Stronnictwa Pracy Narodowej. W lipcu 1917 został członkiem Rady Polskiej Zjednoczenia Międzypartyjnego w Moskwie. Od 1918 marszałek Rady Stanu w Warszawie, w 1919 przewodniczący Biura Prac Kongresowych, był ekspertem delegacji polskiej na konferencji pokojowej w Paryżu w 1919 zajmującym się zagadnieniami historycznymi i prawnymi, w latach 1921–1922 chargé d’affaires w Charkowie. Był potem pierwszym radcą poselstwa RP w Waszyngtonie z tytułem ministra pełnomocnego oraz delegatem Polskiej Akademii Umiejętności w Paryżu, gdzie zreorganizował Bibliotekę Polską.
W 1950 członek założyciel Polskiego Towarzystwa Naukowego na Obczyźnie.
Pochowany na cmentarzu Les Champeaux w Montmorency.
Opracował: katalog rękopisów Biblioteki Ordynacji Krasińskich, wydał: „Źródła do poselstwa Jana Gnińskiego do Turcji” (wyd. 1907, 3 tomy), „Najdawniejsze druki brzeskie”, „Spory o bibliotekę i zapis Świdzińskiego” (1909).

## Ordery i odznaczenia
- Krzyż Komandorski Orderu Odrodzenia Polski (30 kwietnia 1925)[4][5]
- Złoty Krzyż Zasługi (9 listopada 1932)[6]
- Złoty Wawrzyn Akademicki (5 listopada 1938)[7]
- Komandor Orderu Legii Honorowej (Francja)[5]
- Order Cyncynata (USA)[5]
- Krzyż Kawalerski amerykańskiego Orderu Wojskowego Pułaskiego[5]

## Publikacje
- Biblioteka Polska w Paryżu w latach 1893–1948, Paryż 1948.
- Źródła do poselstwa Jana Gnińskiego wojewody chełmińskiego do Turcyi w latach 1677–1678 = Fontes legationem turcicam Joannis Gniński palatini culmensis AN. 1677 & 1678 celebratam illustrantes, wyd. Franciszek Pułaski, Warszawa 1907.
- Catechismus to jest nauka barzo pożyteczna każdemu wiernemu krześcijaninowi, jako sie ma w zakonie Bożym a w wierze i w dobrych uczynkach sprawować : 1543 r., wyd. Franciszek Pułaski Kraków 1910.
- Dyalog Palinura z Charonem : utwór Pseudo-Lukiana w tł. Biernata z Lublina, wyd. Franciszek Pułaski Warszawa 1909.
- Frédéric Chopin : exposition de tableaux, gravures, manuscrits souvenirs (1810–1849), organisée par La Bibliothèque Polonaise sous le patronage du Comité des Fêtes du Centenaire de l'Arrivée en France de Chopin, av.-prop. de Charles M. Widor, introd. de François Pułaski Paris 1932.
- Katechizm brzeski 1553/1554 r., wyd. Franciszek Pułaski Warszawa 1908.
- Nieznane listy Barbary Radziwiłłówny do Mikołaja Radziwiłła Rudego i do Zygmunta Augusta, wyd. Franciszek Pułaski Warszawa 1906.
- Polskie dni listopadowe : przemówienie wygłoszone 26 listopada 1938 r. w Paryżu na obchodzie 20-tej rocznicy odzyskania niepodległości, Paryż 1938.
- Sprawozdanie z działalności Biblioteki Polskiej w Paryżu za czas od 3 maja 1939 roku do 3 maja 1940 roku przedstawione przez Franciszka Pułaskiego na dorocznym zebraniu 3 maja 1940 roku, Nicea 1944.